# Pete Ward
 (juillet 2014).
Si vous disposez d'ouvrages ou d'articles de référence ou si vous connaissez des sites web de qualité traitant du thème abordé ici, merci de compléter l'article en donnant les références utiles à sa vérifiabilité et en les liant à la section « Notes et références ».
Pour les articles homonymes, voir Ward.
Cet article possède un paronyme, voir Peter Ward (homonymie).
Pete Ward, de son vrai nom Peter Thomas Dawson Ward (26 juillet 1937 à Montréal et mort le 16 mars 2022 à Lake Oswego) est un joueur de baseball québécois.

## Biographie
Fils du joueur de hockey Jimmy Ward, Pete Ward fut acquis dans la méga-transaction impliquant Ron Hansen, Dave Nicholson, et Hoyt Wilhelm des Orioles en échange de Luis Aparicio et Al Smith.
Premier but de métier, son entraîneur (Al Lopez) l'essaie au troisième sac en remplacement de Smith. Il démontre rapidement qu'il peut couvrir beaucoup de terrain mais termine au premier rang de la ligue américaine pour le nombre d'erreurs au troisième but avec 38. Il possède un bras puissant mais ses lancers sont erratiques. Cependant, les lanceurs des White Sox ne s'en plaignent pas. Il compense largement par son coup de bâton; Il bat Détroit à l'aide d'un coup de circuit à la septième manche du match d'ouverture, ce qui marquera le début d'une série de 18 parties avec au moins un coup sûr. Il termine la saison avec une moyenne au bâton de .295, 5e de la ligue américaine, avec 22 CC, 84 PP, et 80 points marqués. Il termine deuxième au scrutin de recrue de l'année de la ligue américaine pour la saison 1963 derrière son coéquipier, le lanceur Gary Peters. Ses marques de 177 coups sûrs et 34 doubles restent des records à battre pour un joueur québécois.  
Frappeur gaucher, Ward était reconnu pour sa posture étrange au bâton, très penché vers l'avant. Ward déclarait lui-même, « I got a real silly stance. Fundamentally I got a bad swing ». Ses plus hauts totaux en carrière furent de 23 CC (incluant trois Grand Chelems) et 94 PP en 1964.  En 1965, il est dérangé par des spasmes au cou, héritage d'un accident d'auto dans l'entre-saison. Ses statistiques s'en ressentent immédiatement; 10 CC, 57 PP, et une moyenne de .247. Son temps de jeu et sa production continuent de suivre la pente descendante au cours de la saison 1966. Une blessure au dos l'empêche de jouer au troisième but et il est transféré comme voltigeur (84 parties, .219, 3 CC). Il effectue un bon retour en 1967 avec 18 CC et 62 PP en 467 présences au bâton. Il est utilisé comme voltigeur, premier et troisième but mais ne frappe que pour une moyenne de .233 avec 109 retraits sur trois prises.
L'alignement des White Sox étant faible à la fin des années 1960,  Ward reçoit de moins en moins de bons lancers, surtout qu'il est reconnu comme le frappeur de puissance de l'équipe. En 1968, il récolte 76 buts sur balles, 15 CC et une moyenne de .216. En 1969, il devient réserviste et est surtout utilisé comme frappeur suppléant. Il obtient 17 coups sûrs en 46 présences. Il termine sa carrière en 1970 avec les Yankees de New York comme joueur occasionnel.
Dean Chance, lanceur étoile, a déclaré au sujet de Ward qu'il était le frappeur le plus dangereux dans les situations corsées (clutch hitter).
Ward meurt le 16 mars 2022 à l'âge de 84 ans.